# Genocidi armeni

Mapa del genocidi armeni (1915)

El genocidi armeni (en armeni: Հայոց Ցեղասպանություն Hayoċ Ċełaspanuṫun; en turc: Ermeni Soykırımı o Ermeni Tehciri), també nomenat holocaust armeni, o Gran Crim (armeni: Մեծ Եղեռն Mec Yełeṙn), va ser un conjunt de matances i deportacions massives de població armènia de l'actual territori de Turquia efectuades per l'Imperi Otomà entre 1915 i 1923, especialment durant el règim dels Joves Turcs. És considerat el segon genocidi modern, després de l'extermini dels hereros de Namíbia per part d'Alemanya, i el primer a utilitzar un sistema complex de deportació i extermini.
Es va caracteritzar per la seva brutalitat en les massacres, i la utilització de marxes forçades amb les deportacions en condicions extremes, que generalment portava a la mort a molts dels deportats. Altres grups ètnics cristians també van ser massacrats per l'Imperi Otomà durant aquest període, entre ells els assiris i els grecs pòntics. Alguns historiadors consideren que aquests actes van ser part de la mateixa política genocida. Moltes comunitats de la diàspora armènia al voltant del món van arribar a existir com a resultat directe del genocidi.
La data del començament del genocidi se situa el 24 d'abril de 1915, arran de l'ordre del gran visir del sultanat, Mehmet Talat Paixà, de deportació i d'execució d'entre 600 i 800 intel·lectuals i prohoms de les elits armènies a Istanbul en l'anomenat «Diumenge roig». El govern central, amb la Llei provisional de deportació, del 29 de maig de 1915, fixa la deportació sense els mitjans per a la seva subsistència, i la seva espoliació. Tots els homes entre 20 i 45 anys, susceptibles d'organitzar una resistència armada i d'aliar-se amb Rússia, són condemnats a treballs forçats i, la majoria, assassinats pels camins. La marxa forçada dels armenis per centenars de quilòmetres, que va travessar zones desèrtiques, va provocar que la major part dels deportats morís víctima de la fam, la set i les privacions, alhora que els supervivents eren robats i violats pels gendarmes que havien de protegir-los, sovint acompanyats per bandes d'assassins i bandolers.
La finalitat que es buscava era l'eliminació física del poble armeni als territoris de Turquia. Es considera que hi va haver un milió i mig de morts i un milió més de deportats en el que es coneix com la diàspora armènia. En l'actualitat, la República Turca segueix negant oficialment l'existència històrica del genocidi armeni, i atribueix la massacre d'aquest poble a lluites interètniques, malalties i la fam en el període confús de la Primera Guerra Mundial.
Els investigadors han considerat, en general, que fou el primer genocidi modern; de fet, és el segon cas de genocidi més estudiat, després de l'Holocaust. El 2021, amb el reconeixement oficial fet pel president Joe Biden el 24 d'abril del mateix any als Estats Units, eren 30 els països que han reconegut oficialment el genocidi.

## Terminologia
El genocidi armeni va tenir lloc pròpiament abans de l'encunyació del terme «genocidi». Les paraules i frases utilitzades pels relats contemporanis per a caracteritzar l'esdeveniment inclouen «massacres», «atrocitats», «anihilació», «holocaust», «l'assassinat d'una nació», «extermini de races» i «crim de lesa humanitat». Raphael Lemkin va encunyar el terme «genocidi» el 1943, amb el destí dels armenis al cap; després va explicar que «va succeir tantes vegades... Els va succeir als armenis, després Hitler va entrar en acció».
Els supervivents del genocidi van usar diversos termes armenis per a nomenar l'esdeveniment. Mouradian escriu que Yeghern («crim»/«catàstrofe»), o variants com Medz Yeghern («gran crim») i Abrilian Yeghern («el crim d'abril») van ser els termes més utilitzats. El nom Aghed, generalment traduït com a «catàstrofe», va ser, segons Beledian, el terme més usat en la literatura armènia per a nomenar l'esdeveniment. Després que el terme genocidi fos encunyat, es va usar també la paraula «Armenicidi» com a nom per al genocidi armeni.
Les obres que busquen negar el genocidi armeni sovint associen paraules qualificades amb el terme genocidi, com «anomenat», «al·legat» o «disputat», o el qualifiquen com a «controvèrsia», o ho descarten com a «acusacions armènies», «reclams armenis» o «mentides armènies», o empren eufemismes per a evitar la paraula genocidi, com anomenar-ho «tragèdia per a tots dos costats» o «els esdeveniments de 1915». L'ús que va fer el president estatunidenc Barack Obama del terme Medz Yeghern en referir-se al genocidi armeni ha estat descrit com «un mitjà per a evitar la paraula genocidi».
Diverses organitzacions internacionals han estudiat les atrocitats, totes determinant que el terme «genocidi» descriu encertadament la «massacre otomana d'armenis el 1915–16». Entre les organitzacions que afirmen aquesta conclusió es troben el Centre Internacional de Justícia Transicional, l'Associació Internacional d'Investigadors del Genocidi i la Subcomissió de Prevenció de Discriminacions i Protecció de les Minories de les Nacions Unides.
El 2005, l'Associació Internacional d'Erudits pel Genocidi va afirmar que les proves acadèmiques van revelar que el «govern dels joves turcs de l'Imperi Otomà va començar un genocidi sistemàtic dels seus ciutadans armenis, una població cristiana minoritària i desarmada. Més d'un milió d'armenis van ser exterminats per matança directa, inanició, tortures i marxes forçades». L'IAGS també va condemnar els intents turcs de negar la realitat objectiva i moral del genocidi armeni. El 2007, la Fundació Elie Wiesel per a la Humanitat va publicar una carta signada per 53 premis Nobel que reafirmava la conclusió dels erudits del genocidi que els assassinats d'armenis el 1915 constituïen genocidi.
Bat Ye'or ha suggerit que «el genocidi dels armenis va ser una jihad». Ye'or sosté la jihad i el que ella anomena «dhimmitude» per a estar entre els «principis i valors» que van portar al genocidi armeni. Aquesta perspectiva és qüestionada per Fà'iz el-Ghusein, un testimoni àrab beduí de la persecució armènia, el tractat de la qual de 1918 tenia com a objectiu «refutar per endavant les invencions i calúmnies contra la fe de l'Islam i contra els musulmans en general... El que els armenis han sofert és per a ser atribuït al Comitè d'Unió i Progrés... Això es deu al seu fanatisme nacionalista i la seva gelosia dels armenis, i només a aquests; la fe de l'Islam és innocent de les seves accions».: :49  Arnold Toynbee escriu que «els joves turcs van fer que el panislamisme i el nacionalisme turc treballessin junts per a aconseguir les seves finalitats, però el desenvolupament de la seva política mostra que l'element islàmic està retrocedint i que el nacionalista està guanyant terreny». Toynbee i diverses altres fonts informen que molts armenis es van salvar de la mort en casar-se amb famílies turques o convertir-se a l'islam. Preocupat que els occidentals consideressin l'«extermini dels armenis» com «una taca negra en la història de l'Islam, que les edats no esborraran», El-Ghusein també observa que molts conversos armenis van ser condemnats a mort.: :39  En un cas, quan un líder islàmic va apel·lar als conversos armenis que se separen de l'Islam, El-Ghusein cita a un funcionari del govern com responent que «la política no té religió», abans d'enviar als conversos a la mort.: :49 

## Context històric i antecedents

### La població armènia a l'Imperi otomà

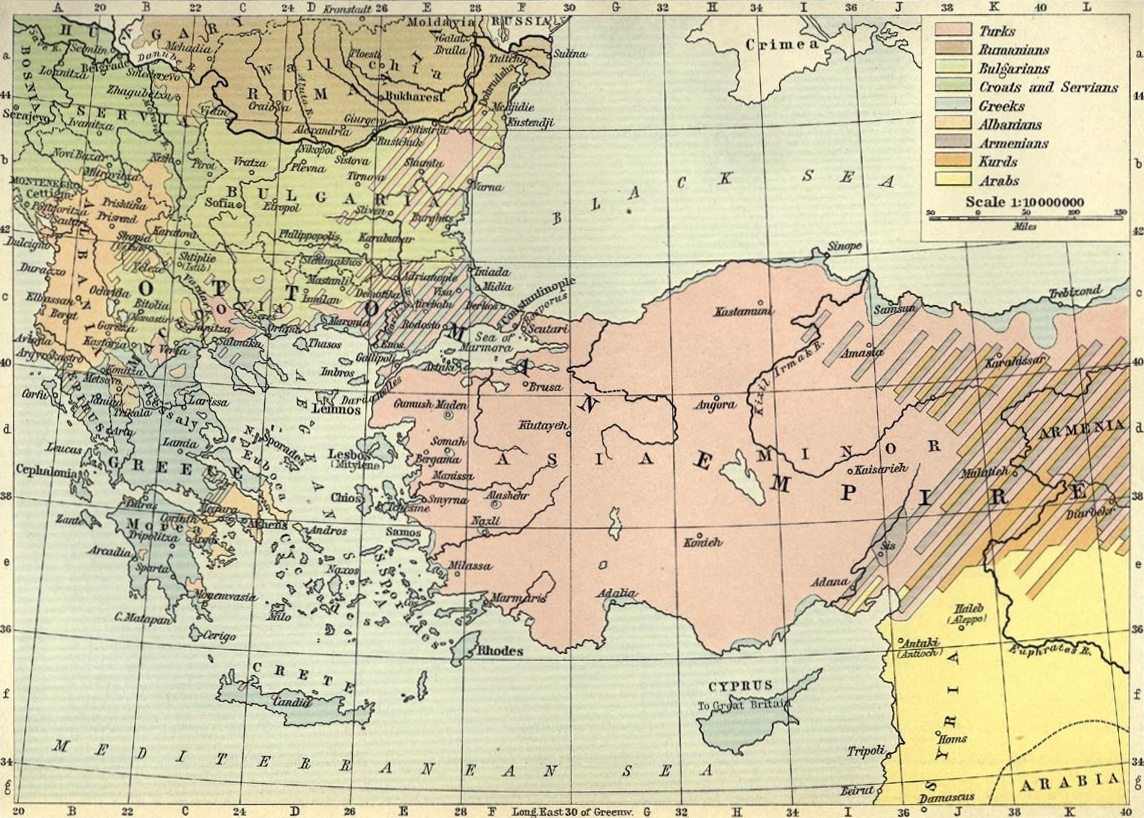
La major part de la població armènia es concentrava a l'est de l'Imperi otomà

La part occidental de l'Armènia històrica, coneguda com a Armènia occidental, havia quedat sota jurisdicció otomana per la Pau d'Amasya (1555) i estava permanentment separada d'Armènia oriental pel Tractat de Zuhab (1639). A partir de llavors, la regió es va denominar alternativament com a Armènia «turca» o «otomana». La gran majoria d'armenis es van agrupar en una comunitat semiautònoma, el millet armeni, dirigit per un dels caps espirituals de l'Església Apostòlica Armènia, el Patriarca armeni de Constantinoble. Els armenis es concentraven principalment a les províncies orientals de l'Imperi Otomà, encara que també es trobaven grans comunitats a les províncies occidentals, així com a la capital, Istanbul.
La comunitat armènia estava formada per tres denominacions religioses: catòlica armènia, protestant armènia i apostòlica armènia, l'Església de la gran majoria dels armenis. Sota el sistema de millet, es va permetre a la comunitat armènia establir un autogovern, amb escassa ingerència del govern otomà. La majoria dels armenis, aproximadament el 70%, vivien en condicions pobres i perilloses al camp, a excepció dels rics, de la classe amira amb seu a Istanbul, una elit social els membres de la qual incloïen als duzians (Directors de la Casa de la Moneda Imperial), els balyans (Cap Imperial dels arquitectes) i els dadians (Superintendent de molins de pólvora i gerent de fàbriques industrials). Les xifres del cens otomà xoquen amb les estadístiques recopilades pel Patriarcat d'Armènia. Segons aquest últim, hi havia gairebé tres milions d'armenis vivint a l'imperi el 1878 (400.000 a Istanbul i els Balcans, 600.000 a Àsia Menor i Cilícia, 670.000 a Armènia Menor) i l'àrea prop de Kayseri i 1,3 milions a Armènia occidental).
A les províncies orientals, els armenis estaven subjectes als capritxos dels seus veïns turcs i kurds, els qui amb freqüència els cobraven impostos excessius, els sotmetien a bandades i segrestos, els obligaven a convertir-se a l'Islam i els explotaven d'una altra manera sense la interferència de les autoritats centrals o locals. A l'Imperi Otomà, d'acord amb el sistema de dhimmi implementat als països musulmans, se'ls va atorgar certes llibertats, com als altres cristians i també als jueus. El sistema dhimmi a l'Imperi Otomà es va basar en gran manera en el Pacte d'Umar. L'estatus de client establia els drets dels no musulmans a la propietat, als mitjans de vida i a la llibertat de culte, però en essència els tractava com a ciutadans de segona classe dins de l'imperi i en turc se'ls coneixia com gavours, una paraula pejorativa que significa «infidel» o «no creient». La clàusula del Pacte d'Umar, que prohibia als no musulmans construir nous llocs de culte, es va imposar històricament en algunes comunitats de l'Imperi Otomà i es va ignorar en altres casos, a discreció de les autoritats locals. Encara que no hi havia lleis que ordenessin els guetos religiosos, això va portar al fet que les comunitats no musulmanes s'agrupessin al voltant dels llocs de culte existents.
A més d'altres limitacions legals, els cristians no van ser considerats iguals als musulmans i se'ls van imposar diverses prohibicions. El testimoniatge contra els musulmans per part de cristians i jueus era inadmissible en els tribunals de justícia on un musulmà podia ser castigat. Això significava que el seu testimoniatge sol podia considerar-se en casos comercials. Se'ls va prohibir portar armes o cavalcar sobre cavalls i camells. Les seves cases no podien ser més altes que les dels musulmans. Les seves pràctiques religioses estaven severament circumscrites; per exemple, el toc de campanes de l'església estava estrictament prohibit.

### L'Imperi Otomà i el nacionalisme armeni: les primeres matances

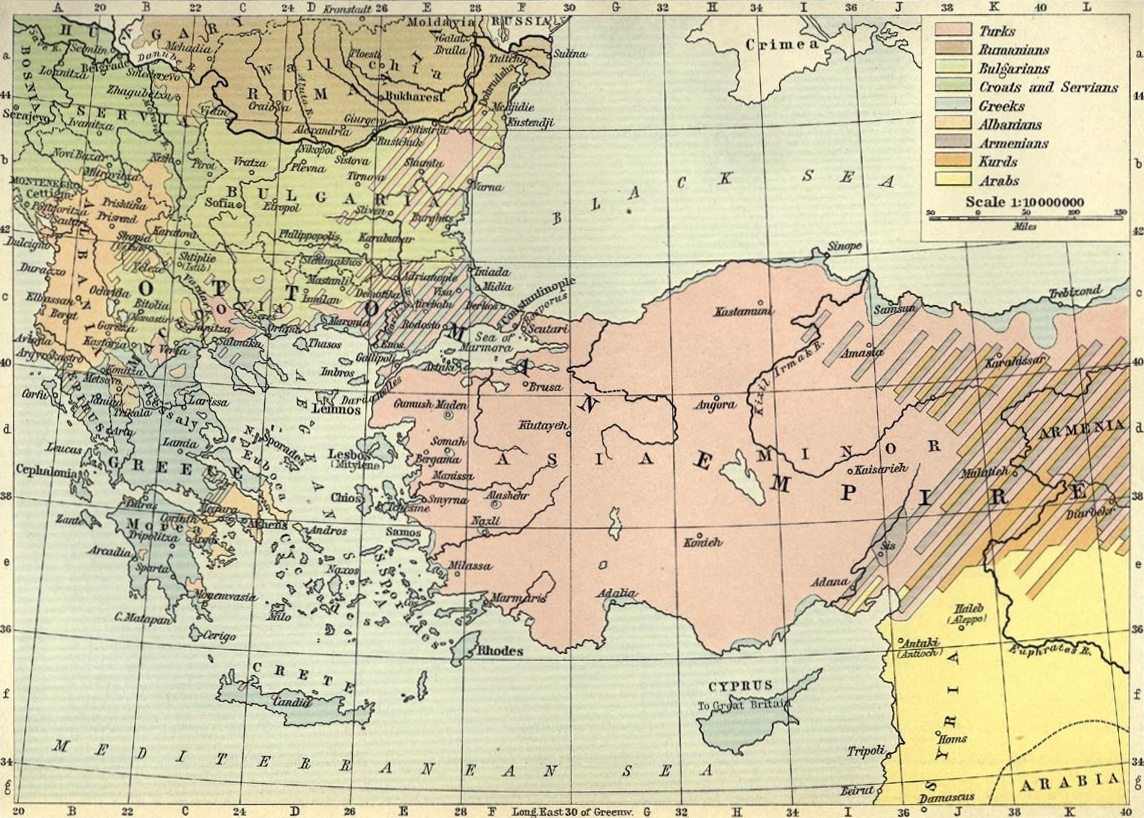
Les minories a l'Imperi Otomà a principis del

L'Imperi Otomà sota el règim autocràtic del soldà Abdul Hamid II era una entitat política pluriètnica i plurireligiosa. Entre les nombroses minories que hi havia, destacaven els armenis, de llengua indoeuropea i religió cristiana. Al llarg del segle xix van sorgir els primers partits nacionalistes armenis que, influïts per les idees liberals, democratitzadores i revolucionàries procedents d'Europa, demanaven la modernització de les institucions i el reconeixement de la seva identitat i van desencadenar un seguit de revoltes i accions armades a l'est d'Anatòlia. El partit Armenagan, la primera organització política armènia, es formà a Van l'any 1885. El partit Hentxak, d'orientació marxista, va començar a promoure l'autodefensa de la població armènia contra els abusos de latifundistes, funcionaris dèspotes i atacs de les tribus kurdes emparats per l'administració otomana en tot el seu territori.
Entre 1894 i 1896, el sultà Abdul Hamid II, en un intent infructuós de frenar la decadència del seu imperi, d'afermar la seva autoritat i de consolidar el seu poder, va atiar els odis religiosos contra les comunitats no-turques i va fer intervenir l'exèrcit amb els hamidiye, cavalleria formada per tribus kurdes enquadrades militarment, segons el model dels cosacs russos. La situació ben aviat es convertiria en una matança contra els armenis encara residents a l'Imperi Otomà. La regió al voltant del llac Van, al cor de la nació històrica d'Armènia, va ser devastada, les seves esglésies cremades o convertides en mesquites, i més de 350 pobles foren destruïts.
Els incidents es van estendre a Istanbul el 1896, quan, en resposta, un comando armeni assaltà la Banca Otomana. Les represàlies governamentals contra els armenis van ser terribles. Es produïren matances en tots els barris armenis de la ciutat, sobretot al Gàlata. Els morts es comptaven per milers als carrers, on els cossos eren amuntegats per portar-los a fosses comunes o cremats en piles. Entre 1894 i 1896 es calcula que foren assassinats uns 200.000 armenis, un milió van ser desposseïts dels seus béns i molts d'ells obligats a convertir-se a l'islam.

## Anul·lació de l'estatus especial dels armenis i segona campanya de matances

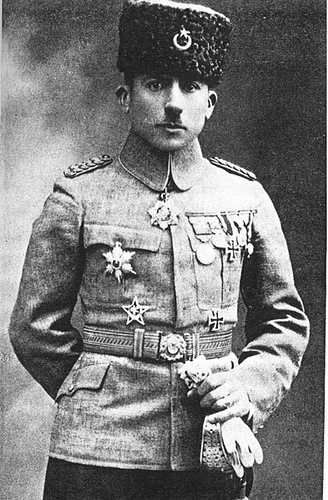
Rafael de Nogales Méndez (1879-1936), un oficial de Veneçuela en l'exèrcit turc, va escriure el seu testimoni de les massacres en el seu llibre Quatre anys sota la mitja lluna

El soldà, a conseqüència dels fets, feu que els armenis deixessin d'estar reconeguts com a minoria ètnica i religiosa a protegir per la Constitució otomana. Malgrat la violència, la intel·lectualitat armènia no posava en dubte la pertinença d'Armènia a l'Imperi Otomà, sinó que culpava dels fets el règim autocràtic d'Abdul Hamid II. Les elits armènies continuaren ocupant llocs d'importància a les institucions otomanes i donaren suport al moviment dels Joves Turcs, que pretenia democratitzar l'estructura imperial. Malgrat tot, els Joves Turcs ben aviat mostraren la intenció de fer de Turquia un país centralitzat i culturalment homogeni, segons el model jacobí, i refusaren les reivindicacions armènies, que d'altra banda comptaven amb el suport de la Rússia tsarista.
Amb l'entrada de l'Imperi Otomà a la I Guerra Mundial com a aliat d'Alemanya i contra Rússia, França i la Gran Bretanya, la població armènia esdevingué de seguida sospitosa de fer el joc a l'enemic. Els armenis que tenien càrrecs públics foren despatxats. El govern va requisar totes les armes de foc a la població armènia. Seguidament ordenà detencions en massa entre els intel·lectuals armenis i s'inicià la deportació de la població armènia. L'ambaixador nord-americà fou dels primers a denunciar els fets com una autèntica campanya d'extermini amb l'excusa de reprimir una revolta de fet inexistent. Els deportats eren sistemàticament assassinats per la gendarmeria, per escamots kurds i per companyies de convictes posats en llibertat i armats per a l'ocasió.
Es calcula que 1,5 milions d'armenis van ser assassinats en aquestes massacres, mentre que uns 800.000 van aconseguir arribar als centres de deportació de Síria i uns 300.000 més a l'Armènia russa.

## Responsabilitat dels dirigents
Acabada la primera guerra mundial, Mehmet VI va organitzar judicis sumaríssims als responsables del genocidi, i condemnats a mort in absentia, atès que havien fugit de l'Imperi, entre d'altres, a l'exgran visir, Mehmet Talat Paixà, l'exministre de la Guerra, Ismaïl Enver Paixà, i l'exministre de la Marina, Djemal Paixà. El tractat de Sèvres de 1920 entre les potències guanyadores de la guerra i el nou govern imperial preveia l'extradició dels responsables de les massacres per a ser jutjats, però només alguns oficials i polítics turcs van ser transferits i retinguts a Malta durant tres anys fins que amb l'arribada al poder de Kemal Atatürk i l'abolició del sultanat en 1922, el tribunal interaliat que havia de jutjar i tancar definitivament el tema va deixar d'actuar i els detinguts foren retornats a Turquia en un intercanvi de presoners.

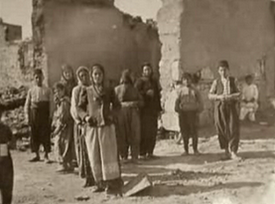
Un poble saquejat i destruït

En resposta a la manca de càstig jurídic, els armenis van dur a terme l'Operació Nèmesi entre 1920 i 1922, en la qual van assassinar Mehmet Talat Paixà i Djemal Paixà, Said Halim Pasha, que havia estat Gran Visir de l'Imperi, Fatali Khan Khoyski, Primer Ministre de l'Azerbaidjan, Behbud Khan Javanshir, Ministre de l'Interior de l'Azerbaidjan, Behaeddin Shakir, membre fundador del Comité per a la Unió i el Progrés, Cemal Azmi, valí del Vilayet de Trebisonda.